# انتخابات فدرال کانادا (۲۰۱۵)
انتخابات فدرال کانادا ۲۰۱۵ (انگلیسی: Canadian federal election, ۲۰۱۵) یا چهل و دومین انتخابات عمومی در کانادا در تاریخ ۱۹ اکتبر ۲۰۱۵ برای انتخاب اعضای مجلس عوام کانادا برگزار شد تعداد کرسی‌هایی که احزاب شرکت‌کننده در این دوره از انتخابات بر سر تصاحب آنها مبارزه کردند، ۳۳۸ کرسی بود که نسبت به انتخابات فدرال گذشته تعداد ۳۰ کرسی افزایش داشته‌است. کارزار انتخاباتی این دوره، به مدت ۱۱ هفته طولانی‌ترین کارزار انتخاباتی در تاریخ کانادای مدرن محسوب می‌شد
به‌طور تاریخی، احزاب محافظه‌کار و لیبرال دو رقیب اصلی در صحنه سیاست کانادا بوده‌اند، و حزب سوم مؤثر در کانادا حزب نیودموکرات است، اما در عمل تقسیم آرای مخالفانِ دولت محافظه‌کار، میان دو حزب اصلی رقیب آنها، به شکست مخالفان دولت محافظه‌کار، در ۳ انتخابات پیشین، انجامیده‌است. هرچند نتیجهٔ نظرسنجی‌ها در ساعات پایانی پیش از شروع رسمی انتخابات فدرال کانادا ۲۰۱۵ از جلوبودن حزب لیبرال، حکایت داشته‌است، اما مجدداً سه حزبی بودن رقابت، پیش‌بینی نتیجه‌های نهایی را مشکل نموده‌است، رهبری هر کدام از احزاب که بیشترین کرسی‌ها را بتواند کسب کند، نخست‌وزیر جدید کانادا خواهد شد، این مقام در ۱۰ سال گذشته، در اختیار شخص «استیون هارپر» رهبری حزب محافظه‌کار بوده‌است. دراین انتخابات جاستین ترودو به عنوان نخست‌وزیر جدید کانادا از حزب لیبرال انتخاب شد.

## افزایش و تغییر در طول زمان تبلیغات در این انتخابات
این انتخابات اولین انتخاباتی هست که طول مدت زمان تبلیغات در آن از ۵ هفته (زمان معمول همیشگی) به ۱۱ هفته افزایش پیدا کرد.

## نتایج نظرسنجی‌ها
بر اساس نتایج نظرسنجی‌های منتشرهٔ مؤسسهٔ نظرسنجی Forum Research در ۱۸ اکتبر ۲۰۱۵، حزب محافظه‌کار در استان آلبرتا، با ۵۷٪ هواداران در جایگاه نخست قرارگرفته است؛ در این استان (آلبرتا) لیبرال‌ها عقب‌افتاده‌اند؛ و در همهٔ مناطق نیودموکرات‌ها نیز در جایگاه سوم هستند، به‌غیراز کبک؛ و در استان کبک حزب نیودموکرات با ۲۱٪ رقابت نزدیکی با حزب بلوک کبکوا (۲۲٪) دارد.

## نتیجه
در انتها پس از اعلام نتایج پیروزی حزب لیبرال کانادا، در انتخابات پارلمانی محرز شد، و بر این اساس جاستین ترودو دولت بعدی کانادا را تشکیل می‌دهد و ۱۰ سال حکومت محافظه‌کاران در کانادا پایان می‌یابد. حزب لیبرال در انتخابات پارلمانی این کشور به اکثریت مطلق دست‌یافت.

جاستین ترودو در پی پیروزی قاطع حزب لیبرال، در پارلمان، پس از اعلام نتایج و پیروزی هم‌حزبی‌هایش گفت: 
«امشب کانادا همان کشوری شد که قبلاً بود.»
۲ نامزد ایرانی‌تبار انتخابات کانادا به نام‌های مجید جوهری و علی احساسی نیز از پیروزانِ در این انتخابات شدند. استفان هار پر، نخست‌وزیر پیشین کانادا یکی از دیرپاترین افراد در صدر قدرت کانادا بود، اما طبق اعلام حزبش با شکست در این انتخابات از ریاست محافظه‌کاران نیز کناره‌گیری کرد.

## احزاب شرکت‌کننده در انتخابات
- حزب لیبرال کانادا
- حزب سبز کانادا
- حزب محافظه‌کار کانادا
- حزب دموکرات جدید
- بلوک کبکوا
- حزب قدرت در دموکراسی